# Jann Berghaus

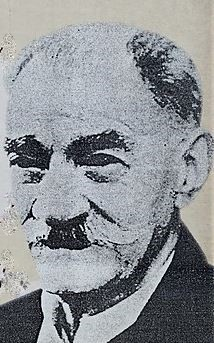
Jann Berghaus

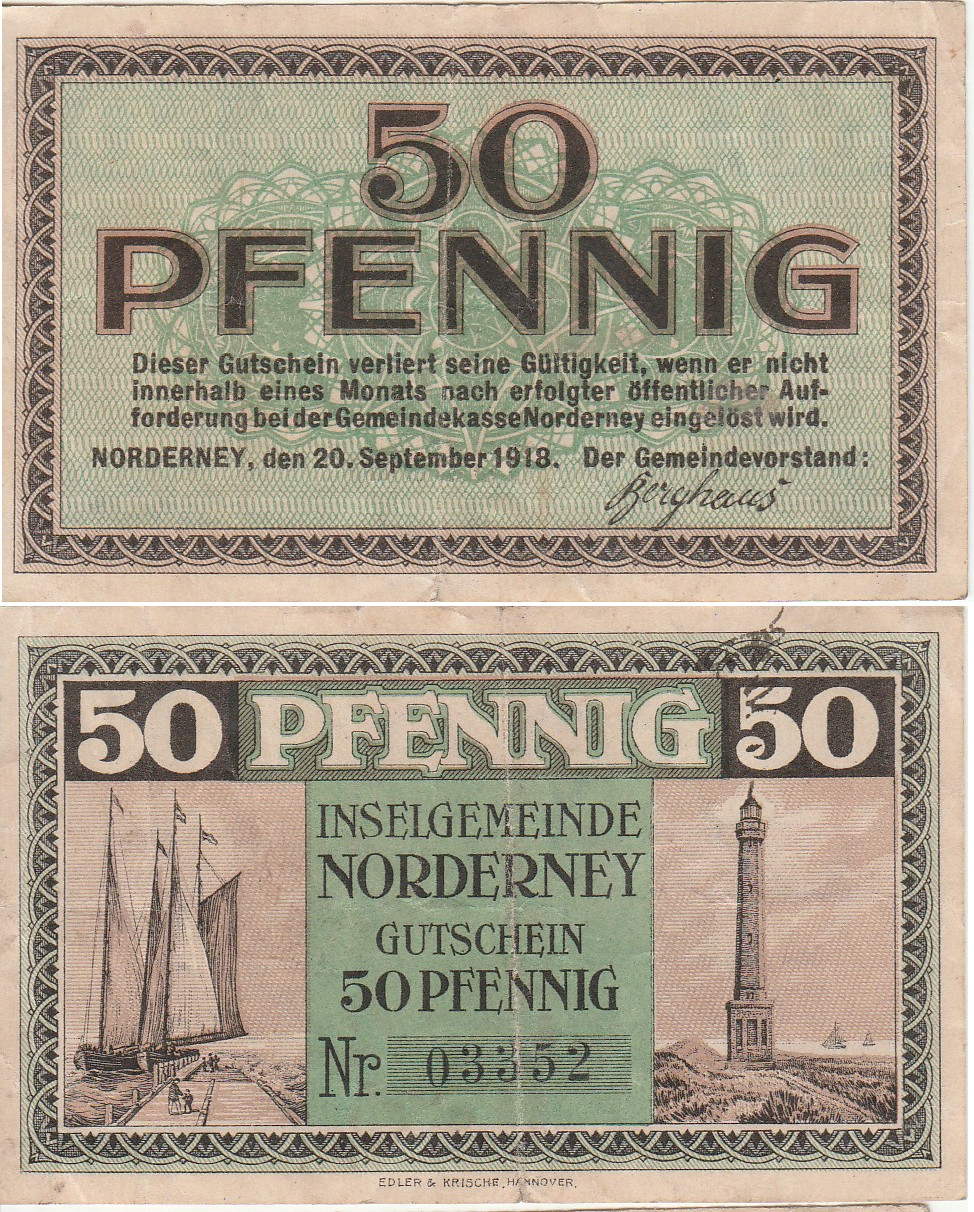
Notgeld der Inselgemeinde Norderney mit der Unterschrift Jann Berghaus

Jann Janssen Berghaus (* 19. August 1870 in Schirum; † 18. Februar 1954 in Aurich) war ein liberaler ostfriesischer Politiker. Er war von 1922 bis 1932 Regierungspräsident des preußischen Regierungsbezirks Aurich und nach dem Zweiten Weltkrieg Präsident der Ostfriesischen Landschaft.

## Leben
Berghaus stammte aus kleinen Verhältnissen und war vor seiner politischen Karriere Lehrer in Werdum, Oldeborg und auf Norderney. Im Jahre 1908 kandidierte er zunächst erfolglos für die liberale Fortschrittliche Volkspartei für den Preußischen Landtag. Nach dem Ersten Weltkrieg wurde er hauptamtlicher Bürgermeister von Norderney und zog schließlich 1919 für die liberale Deutsche Demokratische Partei in die Preußische Landesversammlung ein.
Unerwartet war im Jahr 1922 seine Ernennung zum Regierungspräsidenten in Aurich. Dies war nicht zuletzt der Beteiligung seiner Partei an der Regierungskoalition geschuldet. Auch wurden in dieser Zeit viele Verwaltungsbeamte mit einem undemokratischen Hintergrund von ihren hohen Posten entfernt. Dennoch galt es auch als kluger politischer Schachzug der preußischen Regierung, in Ostfriesland endlich einmal einen Ostfriesen mit der Bezirksregierung zu beauftragen. Allerdings konnte Berghaus nicht sonderlich viel ausrichten. Seine Amtszeit fiel in die Zeit der Rezession, der Inflation und der politischen Auseinandersetzung zwischen Links und Rechts. Dabei musste er sich von demokratischer Seite auch den Vorwurf gefallen lassen, nicht entschieden genug gegen den Terror der Nationalsozialisten vorzugehen. Das rechte politische Spektrum hielt ihm dagegen vor, sein Amt nicht unparteiisch auszuüben.
Im Rahmen des Preußenschlages wurde er 1932 schließlich aus seinem Amt entfernt und in den Ruhestand versetzt. Seine zehn Dienstjahre wurden ihm dabei in seiner Pension nicht angerechnet, was er als tiefe Beleidigung empfand. In der folgenden Zeit des Nationalsozialismus lebte er zurückgezogen in Aurich. Nach dem Krieg gab es zunächst Bemühungen, ihn wieder in sein altes Amt als Regierungspräsident einzusetzen. Jedoch war er für das Amt schlichtweg zu alt. Dafür wurde sein Sohn Mimke Berghaus von 1945 bis 1951 Regierungspräsident. Er selbst wurde Mitglied des ernannten Hannoverschen Landtages vom 23. August 1946 bis 29. Oktober 1946 und dessen Alterspräsident.
Ferner gehörte Jann Berghaus für die FDP dem ernannten niedersächsischen Landtag vom 9. Dezember 1946 bis 28. März 1947 an. Als Alterspräsident des ernannten Hannoverschen Landtages eröffnete er die erste Sitzung des Gremiums.
Jann Berghaus wurde noch im Jahr 1945 damit beauftragt, die Ostfriesische Landschaft wieder aufzubauen und wurde zunächst vorläufig und dann regulär Präsident dieser ehemaligen Ständevertretung. Ihm gelang es durch die Integrität seiner Person, seine Heimatliebe und die damit erreichte Akzeptanz in allen Lagern die Ostfriesische Landschaft zu modernisieren und ihr den Stellenwert zu verschaffen, den sie noch heute besitzt. Berghaus stand der Landschaft bis zu seinem Tod vor.

## Ehrungen
- 1952: Großes Verdienstkreuz der Bundesrepublik Deutschland
- Ehrenbürger der Stadt Aurich[2]
- Nach ihm sind die Jann-Berghaus-Brücke in Leer und die Jann-Berghaus-Straßen auf Norderney und Borkum sowie in Aurich und Wittmund benannt.